# Spraitbach
Spraitbach település Németországban, azon belül Baden-Württembergben. Lakosainak száma 3372 fő (2023. december 31.). Spraitbach Ruppertshofen és Gschwend községekkel határos.

## Népesség
A település népessége az elmúlt években az alábbi módon változott:
| Lakosok száma | 1132 | 1362 | 1840 | 2733 | 2924 | 3546 | 3542 | 3487 | 3272 | 3372 |
|               | 1961 | 1967 | 1974 | 1980 | 1987 | 1993 | 2000 | 2006 | 2013 | 2023 |